# Płoty
Płoty é um município da Polônia, na voivodia da Pomerânia Ocidental e no condado de Gryfice. Estende-se por uma área de 4,12 km², com 3 998 habitantes, segundo os censos de 2016, com uma densidade de 970,4 hab/km².